# Сильверс, Диана
Диана Сильверс (англ. Diana Silvers, род. 3 ноября 1997) — американская актриса.

## Биография
Сильверс родилась в Лос-Анджелесе пятой из шести детей в семье. Она поступила в Нью-Йоркский университет, чтобы изучать актёрское мастерство, позднее сменила специализацию на историю, а затем бросила учёбу. Первую роль сыграла в сериале «Навстречу Тьме», а позже появилась в фильме «Стекло». В октябре 2018 года её взяли на роль в фильме «Агент Ева». В сентябре 2019 года стало известно, что Сильверс сыграет одну из главных ролей в сериале «Космические силы».

## Фильмография
| Год       |   | Русское название | Оригинальное название | Роль          |
| --------- | - | ---------------- | --------------------- | ------------- |
| 2019      | с | Навстречу Тьме   | Into the Dark         | Кимберли Тумс |
| 2019      | ф | Образование      | Booksmart             | Хоуп          |
| 2019      | ф | Ма               | Ma                    | Мэгги Томпсон |
| 2020—2022 | с | Космические силы | Space Force           | Эрин          |
| 2020      | ф | Агент Ева        | Ava                   | Камиль        |
| 2021      | ф | Райские птицы    | Birds of Paradise     | Кейт          |
| 2024      | ф | Наёмный убийца   | The Killer            |               |